# Jesús Landáburu
Jesús Landáburu Sagüillo (Guardo, Palencia, 24 de enero de 1955) es un exfutbolista español, que actuaba como centrocampista y jugó en Primera División con el Rayo Vallecano, FC Barcelona y Atlético de Madrid, club con el que se retiró en 1988. Jugó, además, un encuentro con la Selección nacional.

## Biografía
Hijo de un empleado de una explotación minera de Guardo, Landáburu dio sus primeras patadas al balón en el equipo del Colegio San José de Valladolid, donde fue enviado a estudiar, y de ahí, aun siendo juvenil, al Real Valladolid.

### Trayectoria profesional

#### Real Valladolid
Debutó con el primer equipo del Real Valladolid, en Segunda División, la temporada 1971/72. Tenía 17 años y esa campaña sólo disputó 4 partidos. En la 1972/73 disputó 10 encuentros y consiguió su primer gol.
La temporada 1973/74 se hizo con un puesto como titular, jugó 24 partidos y marcó 6 goles. En noviembre de 1974 su nombre comenzó a sonar con fuerza al marcar en el Estadio José Zorrilla un gol desde el centro del campo al Tenerife.
Siempre en Segunda División, disputó otras tres temporadas con el equipo de Valladolid, siendo su jugador más importante y disputando prácticamente todos los partidos; su traspaso a un equipo de superior categoría ya era dado por hecho en la ciudad del Pisuerga.

#### Rayo Vallecano
Frustrado su fichaje por el Sevilla FC por un presunto problema físico, el Rayo Vallecano, recién ascendido a Primera División, se hizo con sus servicios. Allí debutó en la máxima categoría, en el Estadio Ramón de Carranza contra el Cádiz. En Vallecas, su progresión fue espectacular, jugó dos temporadas a un nivel altísimo. La temporada 1977/78 en que jugó 32 partidos y marcó 6 goles, y la 1978/79, en que disputó los 34 partidos de liga, obteniendo 7 tantos.

#### F. C. Barcelona
El verano de 1979, Landáburu firmó por el F. C. Barcelona. Su primera temporada fue la mejor: alcanzó la plena madurez, fue titular en el once azulgrana, marcó 9 goles en 34 partidos y debutó con la Selección Española.
La siguiente campaña, la 1980/81, jugó 22 partidos con la camiseta del Barça, marcó tres goles y consiguió el primer título de su carrera: la Copa del Rey, aunque el equipo no hizo una buena temporada y quedó en quinto lugar en la Liga.
Para la temporada 1981/82, el Barcelona contrató un nuevo entrenador, el alemán Udo Lattek, que apenas contó con Landáburu, concretamente sólo lo hizo en 5 encuentros. El club consiguió la Recopa de Europa, pero estaba claro que el futuro del jugador ya no estaba en la Ciudad Condal.

#### Atlético de Madrid
Fichó por el Atlético de Madrid en 1982, y sería en el equipo rojiblanco donde alcanzaría los mejores números de su carrera. Allí fue titular indiscutible durante 6 temporadas, llegando a jugar 41 partidos la 1986/87, y en total marcó 28 goles. Consiguió dos títulos: la Copa del Rey en 1985, teniendo como entrenador a Luis Aragonés, uno de los técnicos que más ha confiado en él, y con una gran actuación en la final contra el Athletic Club; y la Supercopa de España también en 1985 al vencer en la final al F. C. Barcelona. En 1986 perdió la final de la Recopa de Europa ante el Dinamo de Kiev por 3-0, en su única participación en una final continental. 
Sus días en el Atlético acabaron de muy mala manera, pues a pesar de ser uno de los jugadores más apreciados por la afición, él y otros tres jugadores (Arteche, Quique Ramos y Setién) fueron despedidos  por el polémico presidente Jesús Gil. Los jugadores denunciaron la irregularidad ante Magistratura, y los tribunales les dieron la razón por despido improcedente. A pesar de ello, decidió retirarse, con 33 años, en 1988.
Durante 11 temporadas, disputó 302 partidos en Primera División, marcando 54 goles.

### Selección nacional
Jugó un encuentro con la Selección Española, el 23 de enero de 1980, un amistoso frente a Holanda en el estadio de Balaídos, en Vigo, con resultado de 0-0. Landáburu jugó 45 minutos al sustituir al descanso al jugador de la Real Sociedad, Celayeta.

### Características
Dotado de una excelente técnica y una gran visión de juego, Chus Landáburu jugó habitualmente como medio centro organizador. Destacó especialmente por su técnica, su capacidad de mando y su precisión milimétrica en los pases y lanzamientos de faltas y saques de esquina.

### Trayectoria personal
Compaginó el fútbol con sus estudios, consiguiendo la licenciatura en Ciencias físicas por la Universidad Complutense de Madrid, especialidad cálculo automático, además de realizar un máster en Ingeniería del conocimiento por la Universidad Politécnica de Madrid. Tras su retirada de los terrenos de juego, perfiló su actividad profesional como consultor, dedicada al desarrollo del área económico-financiera y de sistemas y tecnologías de la información.

## Clubes
| Club               | País   | Año       | Partidos | Goles |
| ------------------ | ------ | --------- | -------- | ----- |
| Real Valladolid    | España | 1971-1977 | 146      | 35    |
| Rayo Vallecano     | España | 1977-1979 | 66       | 13    |
| F. C. Barcelona    | España | 1979-1982 | 61       | 13    |
| Atlético de Madrid | España | 1982-1988 | 205      | 28    |

## Palmarés

### Títulos nacionales
| Título              | Club               | País   | Año  |
| ------------------- | ------------------ | ------ | ---- |
| Copa del Rey        | F. C. Barcelona    | España | 1981 |
| Copa del Rey        | Atlético de Madrid | España | 1985 |
| Supercopa de España | Atlético de Madrid | España | 1985 |

### Títulos internacionales
| Título           | Club            | País   | Año  |
| ---------------- | --------------- | ------ | ---- |
| Recopa de Europa | F. C. Barcelona | España | 1982 |